# 瑞春院
瑞春院（ずいしゅんいん、万治元年2月1日（1658年3月4日） - 元文3年6月9日（1738年7月25日））は、江戸幕府5代将軍・徳川綱吉の側室。通称は伝（でん、旧字体：傳）、また三ノ丸様・御袋様ともよばれた。今日ではお伝の方として知られる。

## 出自
瑞春院の父は下級武士（黒鍬（10俵一人扶持）とも、中間頭（80俵）とも）の小谷正元（小谷権兵衛）で、のちに堀田正元（堀田将監）と名乗る。母は『柳営婦女伝系』によれば、4代将軍・徳川家綱の生母であるお楽の方（宝樹院）の母・紫の妹が、上野国古河の百姓に嫁いで生んだ娘である。紫は姪にあたるその娘を江戸に呼び寄せて、紫の名を譲り、家綱の御台所・顕子（高巌院）に仕えさせた。この紫は下級の女中から次第に出世していったが、暇をとって小谷権兵衛に嫁ぎ、1男3女を生んだ。
兄の権太郎は天和2年（1682年）2月に賭博がもとの喧嘩で小山田弥一郎（小山田弥市）に殺されている。姉のお初は美濃大垣新田藩主戸田氏成の室、妹のお松は旗本白須才兵衛正休（父はお楽の方の弟に始まる大名増山家の家老）の室（遠藤胤親の生母）となった。

## 生涯
綱吉が館林藩主であった寛文10年（1670年）、桂昌院御付の侍女として白山御殿に上がり、牧野成貞の推挙で御中﨟となる。綱吉の寵愛が厚く、延宝5年（1677年）19歳のときに白山邸で鶴姫を、延宝7年（1679年）21歳のときに神田邸で徳松を産んだ。綱吉の子を産んだ女性はこの伝だけである。
同じく出自の低い成り上がり者である綱吉生母・桂昌院とともに、御台所・鷹司信子や大典侍・新典侍・右衛門佐といった公家出身の側室たちとは対立関係にあったといわれるが、確証はない。悪女として語られることの多い伝だが、実は自己主張の弱いおとなしい女性であったという説もある。
ただし、兄を殺した小山田弥一郎は、賭博からの喧嘩の罪ではなく、将軍世子の外伯父殺害の罪で獄門となっている。彼を捕らえる時も、親や主君殺しでもない限り行われない人相書きが全国に配られたとされる。
また、美濃郡上八幡藩の遠藤常久が元禄6年（1693年）3月晦日に若年で死去した際、本来なら無嗣断絶となるはずであったが、遠藤家と所縁の無い瑞春院の妹と旗本白須正休との長男を、一旦遠藤家親族の戸田氏成（正室は瑞春院の姉）の養子とした上で、さらに5月に遠藤家の養子（遠藤胤親）として家督を継がせるという強引な縁組が行われた。既に先代藩主は死亡していたにも拘らず、所縁の無い旗本の長男を末期養子として認める異例の措置により、遠藤家は改易は免れ、2万4千石から1万石への減封ではあるものの存続が認められた。こうした露骨な動きは「将軍の威を借りて天下の法度を動かした」利権誘導とも考えることもできる。
徳松を幼くして亡くした後は、鶴姫の婿である紀州藩主・徳川綱教を将軍にしようとする動きもあったが、鶴姫・綱教ともに早世して頓挫した。綱吉の死後は落飾して瑞春院と名乗り、二之丸に移る。元文3年（1738年）、81歳で死去。墓所は芝・増上寺。

## 関連作品
小説
- 大奥婦女記（1957年・講談社、著：松本清張）
- 続・徳川の夫人たち（1968年・朝日新聞社、著：吉屋信子）

漫画
- 大奥（白泉社、よしながふみ）※男女逆転設定

映画
- 徳川女系図（1968年・東映、演：三原葉子）
- 大奥〜永遠〜［右衛門佐・綱吉篇］（2012年・松竹、演：要潤） ※男女逆転設定。役名は伝兵衛

テレビドラマ
- 大奥（1968年・関西テレビ、演：中村玉緒）
- 元禄太平記（1975年・NHK大河ドラマ、演：草笛光子）
- 大奥（1983年・関西テレビ、演：星野知子）
- 江戸中町奉行所（1990年・テレビ東京、演：赤座美代子）
- 天下の副将軍水戸光圀 徳川御三家の激闘（1992年・テレビ東京、演：桃山みつる）
- 八代将軍吉宗（1995年・NHK大河ドラマ、演：夏木マリ）
- 元禄繚乱（1999年・NHK大河ドラマ、演：鈴木砂羽）
- 水戸黄門（第29部）（2001年・TBS、演：あらいすみれ）
- 徳川綱吉 イヌと呼ばれた男（2004年・フジテレビ、演：酒井若菜）
- 大奥〜華の乱〜（2005年・フジテレビ、演：小池栄子）
- 水戸黄門（第38部）（2008年・TBS、演：坪井木の実）
- 大奥（2023年・NHKドラマ10、演：徳重聡） ※男女逆転設定。役名は伝兵衛